# Kānth
Kānth är en ort i Indien.   Den ligger i distriktet Morādābād och delstaten Uttar Pradesh, i den norra delen av landet, 140 km öster om huvudstaden New Delhi. Kānth ligger 219 meter över havet och antalet invånare är 24 883.
Terrängen runt Kānth är mycket platt. Runt Kānth är det mycket tätbefolkat, med 1 361 invånare per kvadratkilometer. Närmaste större samhälle är Seohārā, 17,1 km norr om Kānth. Trakten runt Kānth består till största delen av jordbruksmark.